# Holbrook (Massachusetts)
Holbrook es un pueblo ubicado en el condado de Norfolk en el estado estadounidense de Massachusetts. En el Censo de 2010 tenía una población de 10.791 habitantes y una densidad poblacional de 566,09 personas por km².

## Geografía
Holbrook se encuentra ubicado en las coordenadas 42°8′56″N 71°0′14″O / 42.14889, -71.00389. Según la Oficina del Censo de los Estados Unidos, Holbrook tiene una superficie total de 19.06 km², de la cual 18.78 km² corresponden a tierra firme y (1.48%) 0.28 km² es agua.

## Demografía
Según el censo de 2010, había 10.791 personas residiendo en Holbrook. La densidad de población era de 566,09 hab./km². De los 10.791 habitantes, Holbrook estaba compuesto por el 82.8% blancos, el 8.96% eran afroamericanos, el 0.26% eran amerindios, el 2.91% eran asiáticos, el 0.03% eran isleños del Pacífico, el 2.36% eran de otras razas y el 2.68% pertenecían a dos o más razas. Del total de la población el 4.39% eran hispanos o latinos de cualquier raza.